# Vizzamano
I Vizzamano furono una famiglia patrizia veneziana, annoverata fra le cosiddette Case Nuovissime.

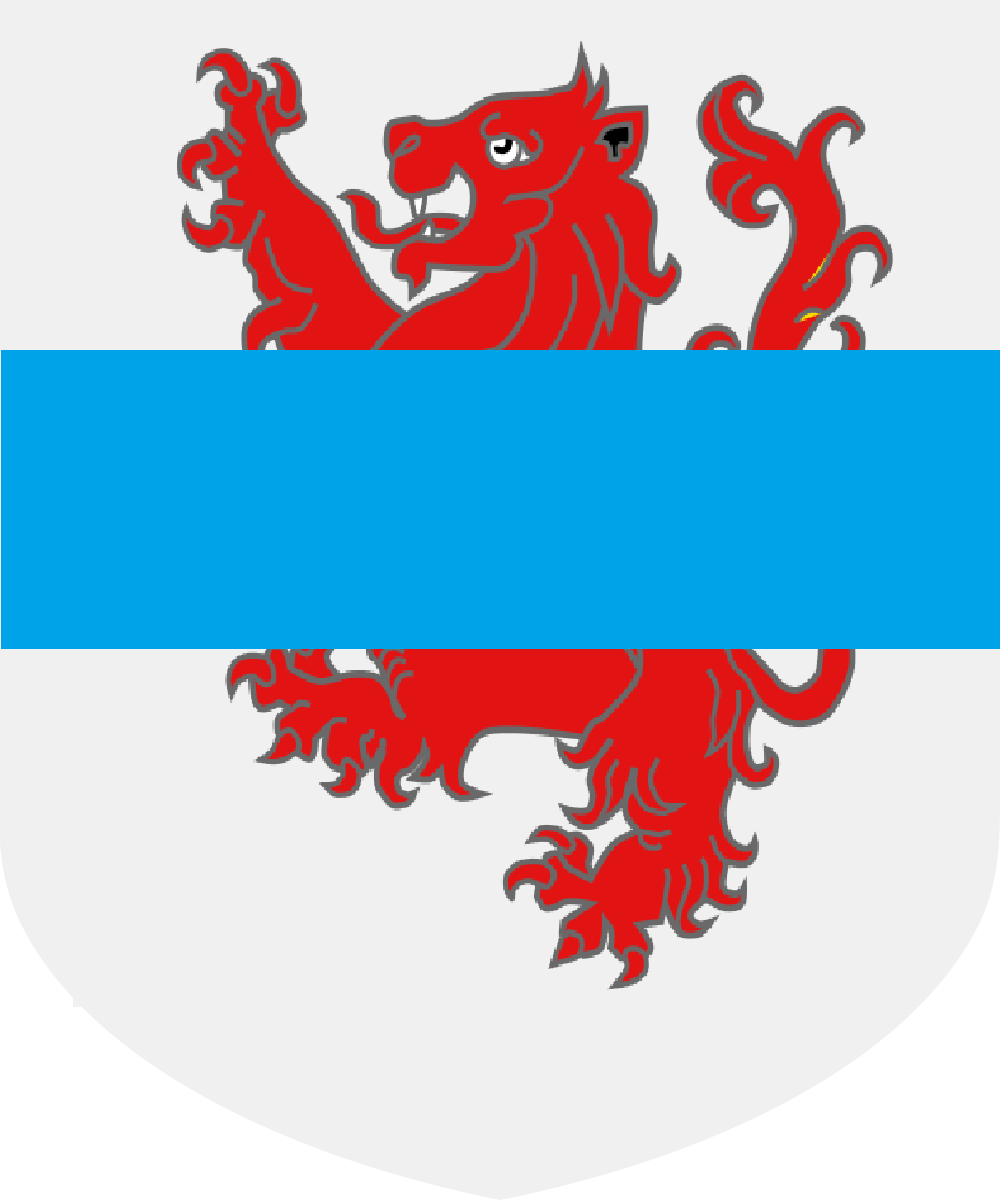
Stemma Vizzamano

## Storia
La leggenda racconta che i Vizzamano fossero di stirpe greca e provenissero dall'isola di Candia.
Le cronache riportano che, nel 1211, questa famiglia tornò a stabilirsi a Candia con la prima colonia veneta speditavi dal Serenissimo Governo; nel 1297, alla serrata del Maggior Consiglio, furono esclusi dal ceto patrizio, ma successivamente riaggregati nel 1381 per il sostegno garantito alla Repubblica durante la guerra di Chioggia contro Genova.
Contraddittorie sono le fonti riguardanti la data d'estinzione di questo casato: alcune riportano che i Vizzamano si estinsero nel 1704 in un Giovanni, membro della Quarantia, o nel 1710 in un Nicolò di Francesco, la cui erede fu Elena di Giovanni di Francesco, maritata nel 1707 a un Giacomo di Benedetto Giorgio Querini; altre ipotesi pongono la scomparsa di tale famiglia nel periodo compreso tra il 1709 e il 1712.